# 陈松林
陈松林（1960年10月—），男，湖北黄陂人，中国海洋生物技术专家，中国水产科学研究院黄海水产研究所研究员、博士生导师，中国工程院院士。